# Свети Николай и Свети Талалей (Ано Скотина)
„Свети Николай и Свети Талалей“ (на гръцки: Αγίων Νικολάου και Θαλαλαίου) е православна църква в Скотина, Егейска Македония, Гърция, част от Китроската, Катеринска и Платамонска епархия.
Църквата е разположена в изоставеното село Ано Скотина (Горна Скотина) и представлява еднокорабна базилика с притвор. Над главния вход е запазена фреска на светците-покровители от XVII - XVIII век. В 1985 година храмът е обявен за защитен паметник на културата.